# Микронезийцы

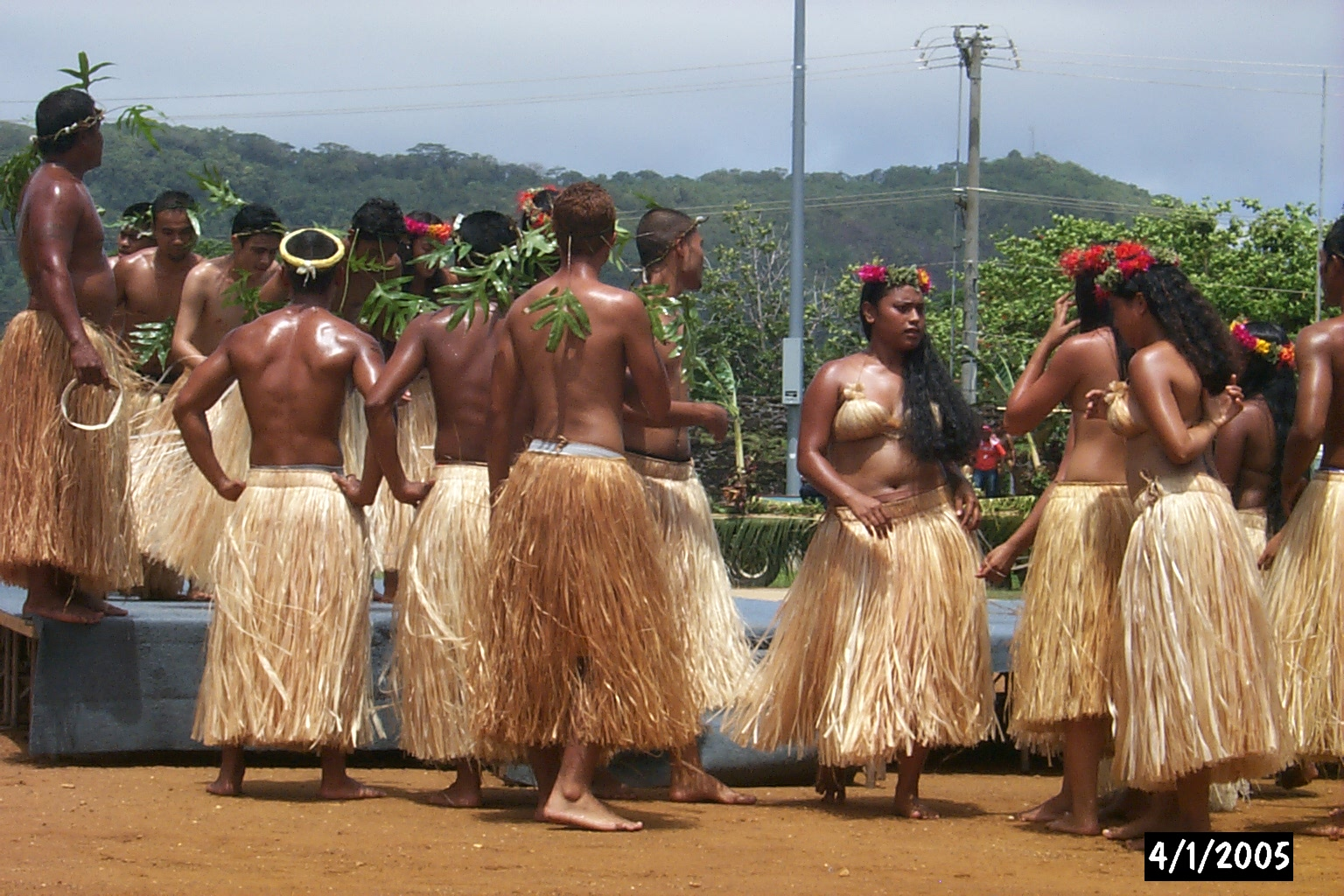
Праздник в Федеративные штаты Микронезии

Микронезийцы — группа австронезийских народов, проживающих в Микронезии. 
В Микронезии насчитывается около 40 языков и диалектов. Основные языки микронезийской группы: кирибати, каролинский, кусаие, маршальский, мокил, пингелап, понапе, трук, науруанский. Языки палау и чаморро относятся к западно-малайско-полинезийским, а япский образует отдельную ветвь в составе океанийских языков, куда относятся и микронезийские языки. В конечном счёте все они входят в австронезийскую семью.

## Отдельные народы Микронезии

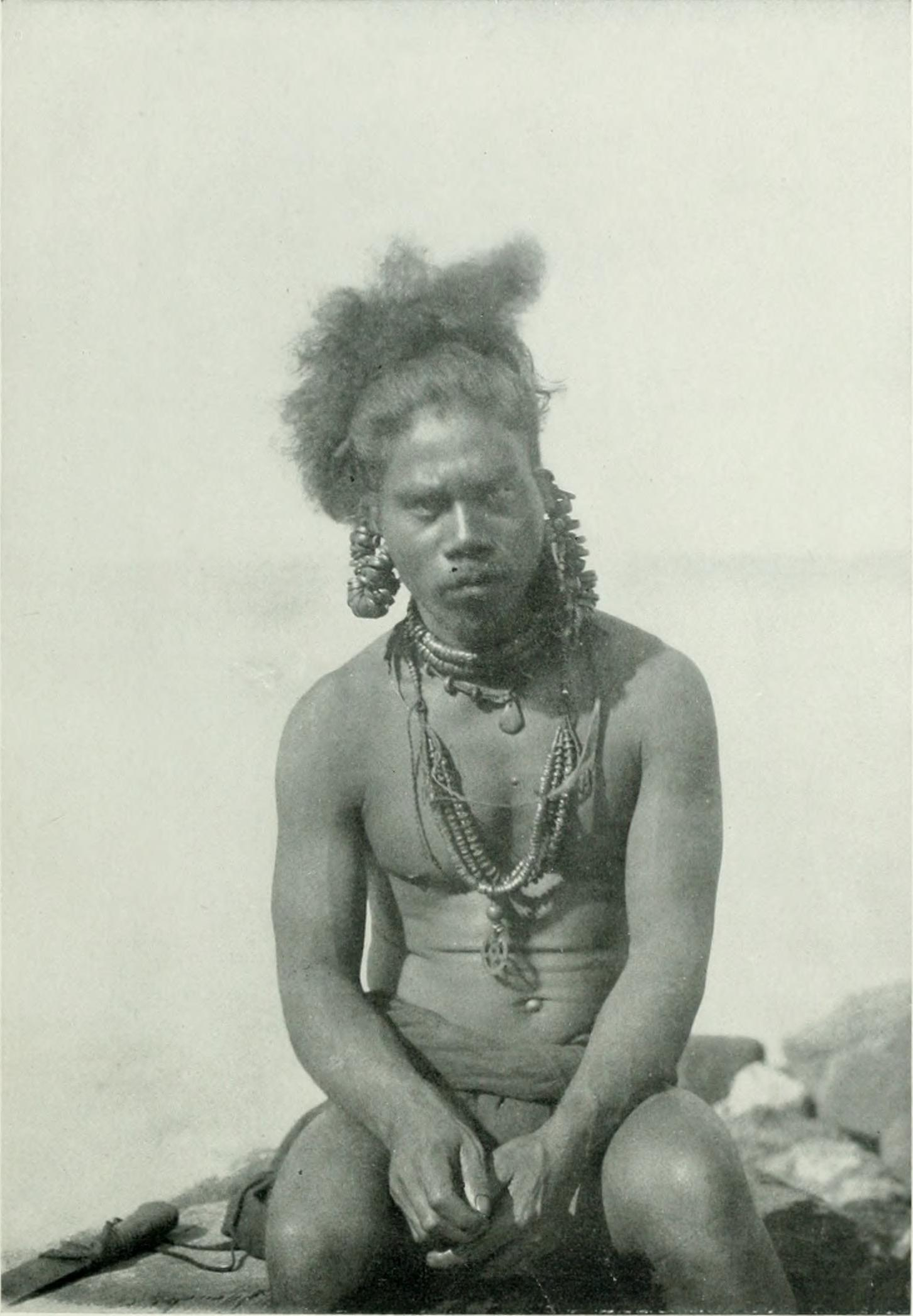
Представитель народа трук

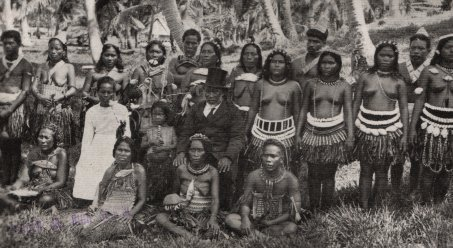
Науруанцы в конце XIX века

- Банаба
- Каролинцы
- Кирибати
- Косраэ
- Маршалльцы
- Науру
- Палау
- Понапе
- Трук
- Чаморро
- Яп
- Трук
- Каролинцы

## Происхождение
Происхождение микронезийцев долгое время оставалось загадкой. Не до конца это выяснено и сейчас. Так или иначе, народы Малайзии, Индонезии, Филиппин, Океании объединяются в одну, австронезийскую языковую семью, из которой выделились микронезийцы и близкие к ним полинезийцы. Последние близки и по расовому типу, они имеют черты всех трёх рас.
Народы этого региона с древности славились навыками мореходства. Малагасийцы, живущие на Мадагаскаре, тоже выходцы из Малайзии, смешанные с местным населением. Но язык их — австронезийский. Первыми европейцами и колонизаторами в Микронезии были испанцы. В XIX веке Каролинские и Маршалловы Острова были колонией Германии, острова Гилберта — Великобритании, ещё позже часть этих островов захватила Япония, и затем США. Протекторат США не прошёл бесследно для островов. В 1946 году на известном атолле Бикини была взорвана первая атомная бомба, и США начали ядерные испытания. Жители были переселены на соседние острова. Но атолл знаменит ещё и тем, что теперь весь мир носит купальники с таким названием.

## Социальная структура
На большинстве островов род был материнский, на некоторых — отцовский. Народ делился, как правило, на три класса, вожди высшего и второго ранга, и народ, например, на Маршалловых островах они соответственно назывались «ириой лаплап, ириой эрии, каюр». Но обычаи были не везде одинаковы, на островах Яп не было общего вождя, каждая деревня имела своего. Вожди назывались «пилуны», или «пилуны ко винау». Таких вождей было восемь. Своя структура была на Понапе. Этот остров крупнее всех Маршалловых вместе взятых. Здесь было пять «царств»: Нетт, У, Кити, Сокес и Матоленим. Правители («цари») назывались нанмарки, старшие вожди — лаплап, «министры» — наникены. Вожди острова Понапе считались иерархически выше других вождей.

## Хозяйство и культура
Природные условия Микронезии не способствовали развитию богатой экономики. Ресурсы были небогаты. Многое мог дать только океан, а на самих островах росли только пальмы, бамбук и панданус. Плодородный слой очень тонок. Островитяне выращивали таро, ямс, хлебное дерево, собирали кокосовые орехи, ловили продукты моря, продавали копру. На островах Яп и Маджуро главная культура — таро, в других местах — ямс. На Понапе любимым блюдом было собачье мясо.
В быту островитян главное место занимали суда — лодки. Были лодки разных типов: дибенил — парусная, валаб — большая весельная лодка. Паруса делались из листьев пандануса. На Палау и островах Яп использовали каноэ (попо) и бамбуковые плоты.
Микронезийцы умели изготовлять навигационные карты (ребелибы). Они были секретны, зашифрованы. Были и учебные карты (матанги). Навигации обучали. «Капитанские курсы» длились 3-4 месяца. «Капитан» назывался ремедо. Во время морского похода ему не мог давать советы ни вождь, ни простой островитянин.
Для морского похода 1 атолл мог снарядить до 80 лодок.
Традиционное жилище — хижина из листьев пандануса и древесины. В деревнях есть и крупные дома, общинные или мужские, на Понапе их называют насы, на острове Яп мужские дома — фалу, женские — допал. Они есть в любой деревне. По форме сходны со строениями на Новой Гвинее и в Индонезии. Традиционная одежда — набедренная повязка, юбка из листьев. Распространены такие виды украшений, как венки, они собирались из определённых цветов и имели определённый смысл. Употребляются торы — пояса из бананового лыка. Теперь, конечно, используется и современная одежда, главным образом американского производства.
На островах Яп встречаются мегалиты. На Бабелтуапе тоже, и ещё одна загадка истории — дороги, мощёные каменными плитами. Известно, что на Япе употребляли и употребляют до сих пор каменные деньги, похожие на мельничные жернова, которые перекатывали при помощи бамбуковых палок. Каменоломни находились на соседнем Бабелтуапе, и камни вывозили оттуда. На Палау были в ходу стеклянные деньги, однако стекло микронезийцы изготовлять не умели. Откуда его привозили, неизвестно. Встречались также деньги из морских раковин.
Другая загадка — Нан Мадол, «микронезийская Венеция». Это целый город на воде, в лагуне на острове Понапе. На искусственных островках выстроены каменные сооружения. Создатели его неизвестны. Предполагается, что это — вожди Понапе. Сами эти сооружения являются захоронениями вождей и воинов. Поэтому островитяне запрещали иностранцам посещать Нан-Мадол. Несмотря на запреты, археологи пытались проникать сюда. Первым европейцем, попавшим сюда, был губернатор Берг (острова тогда были владением кайзера Вильгельма). После своих исследований он странным образом умер.

## Духовная культура и верования
Из видов искусства популярны пение и танцы. Каждое племя имеет свои мифы. Островитяне стараются сохранять самобытные традиции, хотя элементы европейской культуры проникают сюда все больше. Особенно консервативны япцы. Женщинам здесь запрещено вступать в брак с любым чужеземцем, поэтому здесь вообще нет метисов.
Религия микронезийцев изучена слабо. Наиболее полно её характеризовал Н. Н. Миклухо-Маклай. Он представляет её как шаманизм. Главное понятие здесь — «калит», понятие широкое и неопределённое. Это и колдуны, жрецы, гадатели, но так называют и все сверхъестественное. Колдунов сейчас немного, больше стало священников. Обычно колдун занимался врачеванием, для этого он должен был обладать «вини», то есть волшебной силой, полученной от духа «ани». Духи умерших по представлениям одних жили под водой, по представлениям других (остров Палау) — на маленьком островке Ньяур (Ангаур).
Представления различались, один из вариантов местной мифологии рассказывают жрецы острова Яп. Здесь расположены святилища — мегалитические сооружения (твлиу), крупнейшее из них — Гатсапар. В нём, по преданию, обитает дух Еналафа, верховного божества, сына Левиран. Левиран — мать семи детей, которые пережили потоп и заселили земли Микронезии. Еналаф с сестрой Лиомарар поселился в Гатсапаре.
Структура мира по верованиям япцев такова: Мир состоит из семи небес, на первом живёт сам Еналаф, на втором — бог войны Луг, на третьем — макане (души умерших), на четвёртом — туфе (звезды), на пятом — пулу (луна), на шестом — яле (солнце), на седьмом — покоятся тайфуны и ураганы, и отдельно стоят мир людей и подземный мир — яр. Жрец Гатсапара считается верховным не только на Япе, его почитают и дальше на востоке. Вероятно, островитяне помнят, что расселялись из этих мест, и была когда-то микронезийская «империя» с центром на островах Яп.